# Asch (Bootstyp)
Ein Asch war ein Schiff oder Boot, wie sie nach Schmeller besonders auf Salzach, Inn und Donau verwendet wurden, vor allem zum Transport von Salz.
Mit neun Mann Besatzung konnten über 15 Tonnen Salz transportiert werden. Abgelöst wurde der Schiffstyp Asch durch den Hallasch, der 1581 durch die Schifferordnung als Standardsalzschiff eingeführt wurde. Mit dem Hallasch konnte man gleich viel Salz transportieren wie mit dem Asch, benötigte aber nur sechs Mann Besatzung.